# 聖馬丁橋 (義大利)

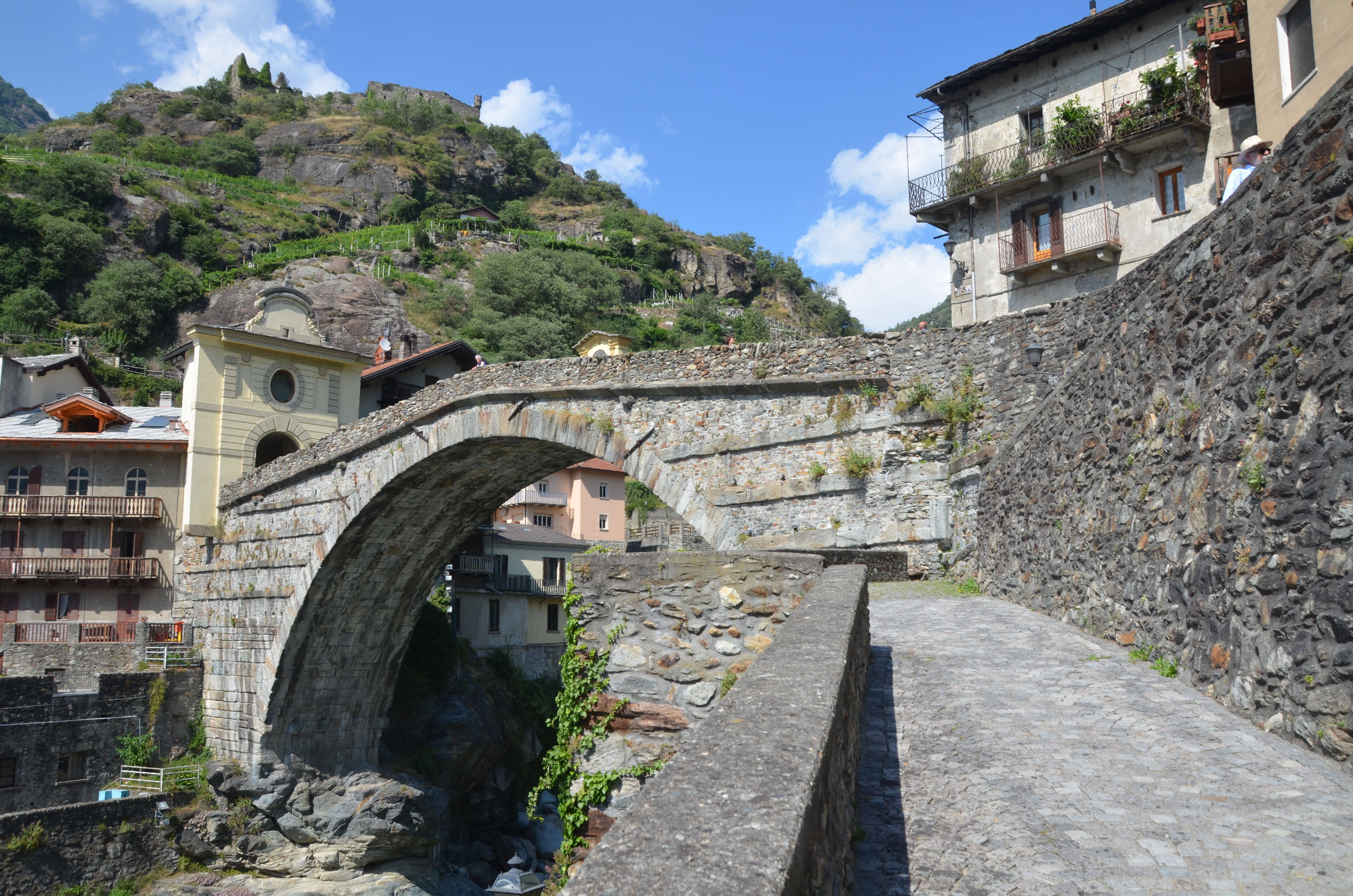

聖馬丁橋（Pont-Saint-Martin）是位於義大利瓦萊達奧斯塔大區的一座羅馬橋樑，其歷史可追溯至西元前1世紀。這座橋跨度是31.4（103英尺）。

## 外部連結
- Structurae数据库中Pont-Saint-Martin Bridge的数据

- Traianus – Technical investigation of Roman public works

45°35′58″N 7°48′00″E / 45.5993262801°N 7.8000998497°E